# Нинай, Бранислав
Бранислав Нинай (словац. Branislav Niňaj; 17 мая 1994, Братислава, Словакия) — словацкий футболист, защитник клуба «Сепси». Выступал за сборную Словакии.

## Клубная карьера
Нинай — воспитанник Академии Йозефа Венглоша и клуба «Петржалка». В 2012 году Бранислав перешёл в столичный «Слован». 1 марта 2013 году в матче против «ВиОна» он дебютировал в чемпионате Словакии. 11 мая в поединке против «Ружомберока» Нинай забил свой первый гол за «Слован». В составе клуба он дважды стал чемпионом страны, а также завоевал национальный кубок. Летом 2015 года Нинай перешёл в бельгийский «Локерен». 13 сентября в матче против льежского «Стандарда» он дебютировал в Жюпиле лиге.
Летом 2017 года Бранислав на правах аренды перешёл в турецкий «Османлыспор». 26 августа в матче против «Кайсериспора» он дебютировал в турецкой Суперлиге.
В начале 2018 года Нинай был отдан в аренду в «Жилину», но так и не смог дебютировать за основной состав клуба. Летом того же года Бранислав подписал контракт с ситтардской «Фортуной». 1 сентября в матче против «Утрехта» он дебютировал в Эредивизи. 16 сентября в поединке против «НАК Бреда» Нинай забил сов первый гол за «Фортуну».

## Карьера в сборной
В 2017 году в составе молодёжной сборной Словакии Нинай принял участие в молодёжном чемпионата Европы в Польше. На турнире он сыграл в матчах против команд Польши, Англии и Швеции.
19 ноября 2013 года в товарищеском матче против сборной Гибралтара Нинай дебютировал за сборную Словакии.

## Достижения
Командные
 «Слован»
- Чемпионат Словакии по футболу (2) — 2012/13, 2013/14
- Обладатель Кубка Словакии — 2012/2013
- Обладатель Суперкубка Словакии (2) — 2013, 2014